# Camp de Boulogne (Napoléon Ier)
Pour les articles homonymes, voir Camp de Boulogne.

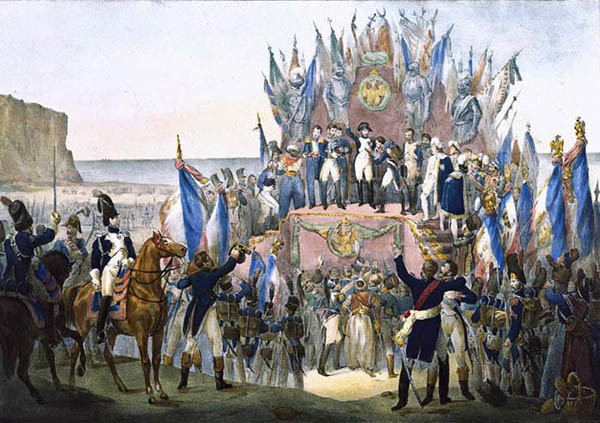
« Première distribution de la Légion d'honneur au camp de Boulogne, le 16 août 1804 », par Victor-Jean Adam.

Le camp de Boulogne est un camp militaire qui fut établi aux alentours de Boulogne-sur-Mer en France par Bonaparte (futur Napoléon Ier), en 1803, et maintenu par Napoléon jusqu'en 1805, où il assembla la « Grande Armée » ou armée des côtes de l'Océan, en vue d'un débarquement en Grande-Bretagne.

## 1803
Le 17 mai 1803, les Britanniques, sans déclaration de guerre préalable, saisissent ou arraisonnent une centaine de navires français et bataves. La France déclare la guerre à l'Angleterre. Bonaparte choisit alors Boulogne-sur-Mer comme base pour mener l'invasion de l'Angleterre.
Le nord de la France devient un grand camp militaire et tous les chantiers navals français travaillent à préparer le jour où l'armée d'Angleterre traverserait la Manche. Paris donne l'exemple: des ateliers sont installés sur l’esplanade des Invalides et des manœuvres sont organisées sous le pont de la Concorde. En octobre 1803, le Premier Consul y dirige un simulacre de débarquement. Les villes, les départements, les grandes institutions rivalisent de zèle pour offrir des vaisseaux, des péniches à fond plat, des voiles. Périodiquement le Premier Consul part pour plusieurs jours d'inspection dans la région de Boulogne, six visites en 1803 et 1804. L'optimisme est de rigueur. Le ministre de l'Intérieur reçoit l'ordre de faire composer un chant pour la descente en Angleterre. « Nous avons six siècles d'outrages à venger » écrit Bonaparte. Tous les moyens militaires et maritimes sont concentrés sur les forces du Nord-Ouest, qui reçoivent officiellement le nom d'armée d'Angleterre le 1er décembre 1803. D'autres camps créés à Saint-Omer, Compiègne, Saint-Malo hébergent des dizaines de milliers d'hommes.

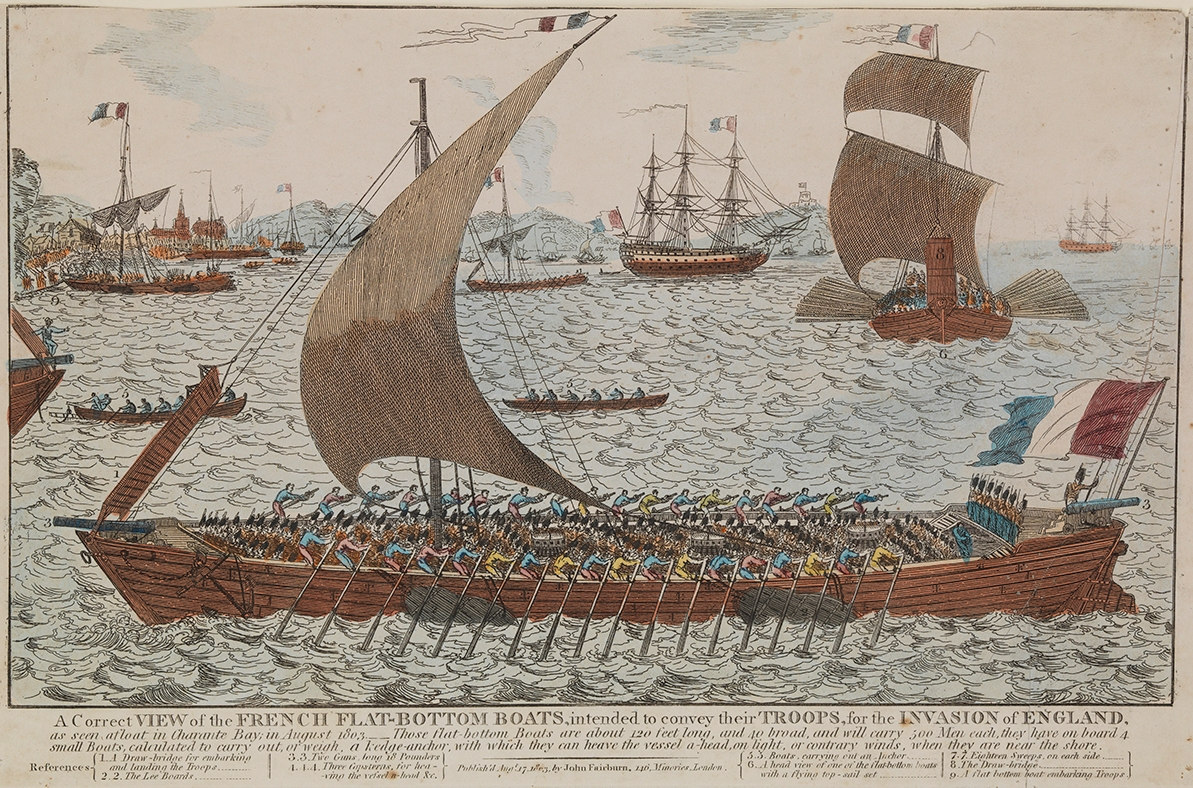
Vue d'artiste anglaise des barques à fond plat prévues par le plan de débarquement en Angleterre en 1803.

Dans les derniers jours de septembre 1803, une partie de l'escadre de Dunkerque partit pour gagner Boulogne sous le commandement de Le Coat de Saint-Haouen, alors chef d'escadre et chef d'état major du Camp de Boulogne. Arrivé au point de Calais, voyant l'escadre anglaise se dérober, il craignit qu'elle ne revint supérieure en nombre et relâcha dans le port de Calais sans doubler le cap Gris-Nez. L'amiral Bruix, apprenant la nouvelle, fit dépêcher de Dunkerque une division pour secourir celle du port de Calais, que les Anglais étaient revenus bombarder avec 20 bâtiments le 27 septembre. N'ayant causé que peu de dégâts, et essuyant le feu des batteries terrestres françaises, la croisière anglaise se retira.

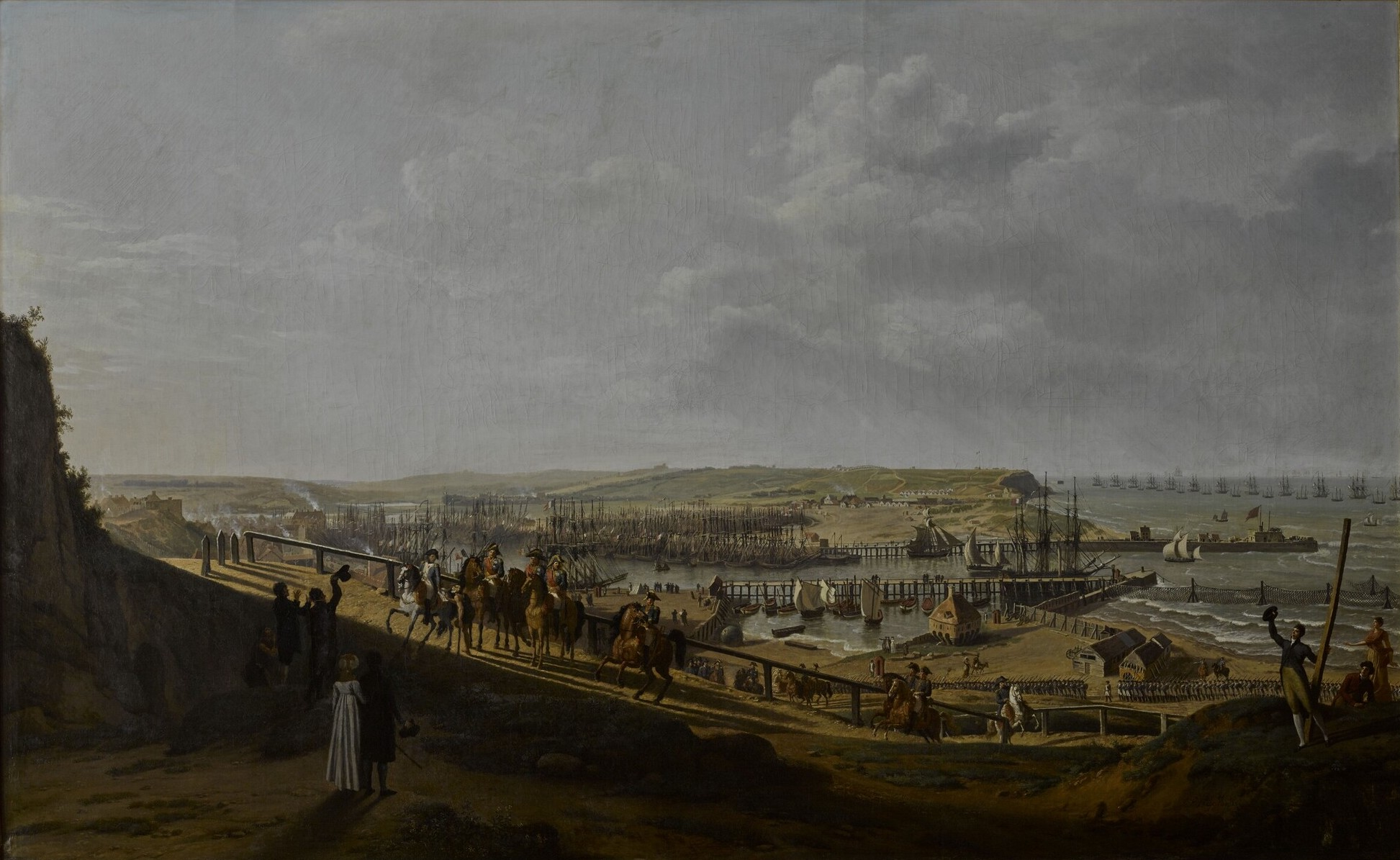
Napoléon visitant le camp de Boulogne en juillet 1804.

Le lendemain au matin, l'escadre de Saint-Haouen, composée de 28 bateaux-canonniers, appuyée par celle de Dunkerque et celle de Boulogne, dépêchées en renfort, et par les batteries françaises sur les plages, fonça vers le cap Gris-Nez, avant d'être rattrapée par les Anglais qui ouvrirent un feu nourri sur les navires français. Saint-Haouen, faisant notamment usage de la rame, réussit néanmoins à passer et mouilla dans le port de Boulogne l'après-midi même à 15 h.
Cependant, la division venue de Dunkerque, commandée par le capitaine Pevrieux, était en difficulté, n'ayant pas réussi à doubler le cap Gris-Nez. Saint-Haouen et le contre-amiral Magon de Médine sortirent pour lui venir en aide, la rejoignirent devant Wimereux, à l'endroit du fort de Croÿ, puis se dirigèrent vers l'escadre anglaise composée de 20 vaisseaux de trois-mâts, pour l'affronter durant deux heures, la forçant ainsi à se retirer.
Cette victoire navale française a permis d'achever la première phase du rassemblement des flottilles vers celle de Boulogne de septembre à décembre, en regroupant ainsi plus de mille bâtiments.

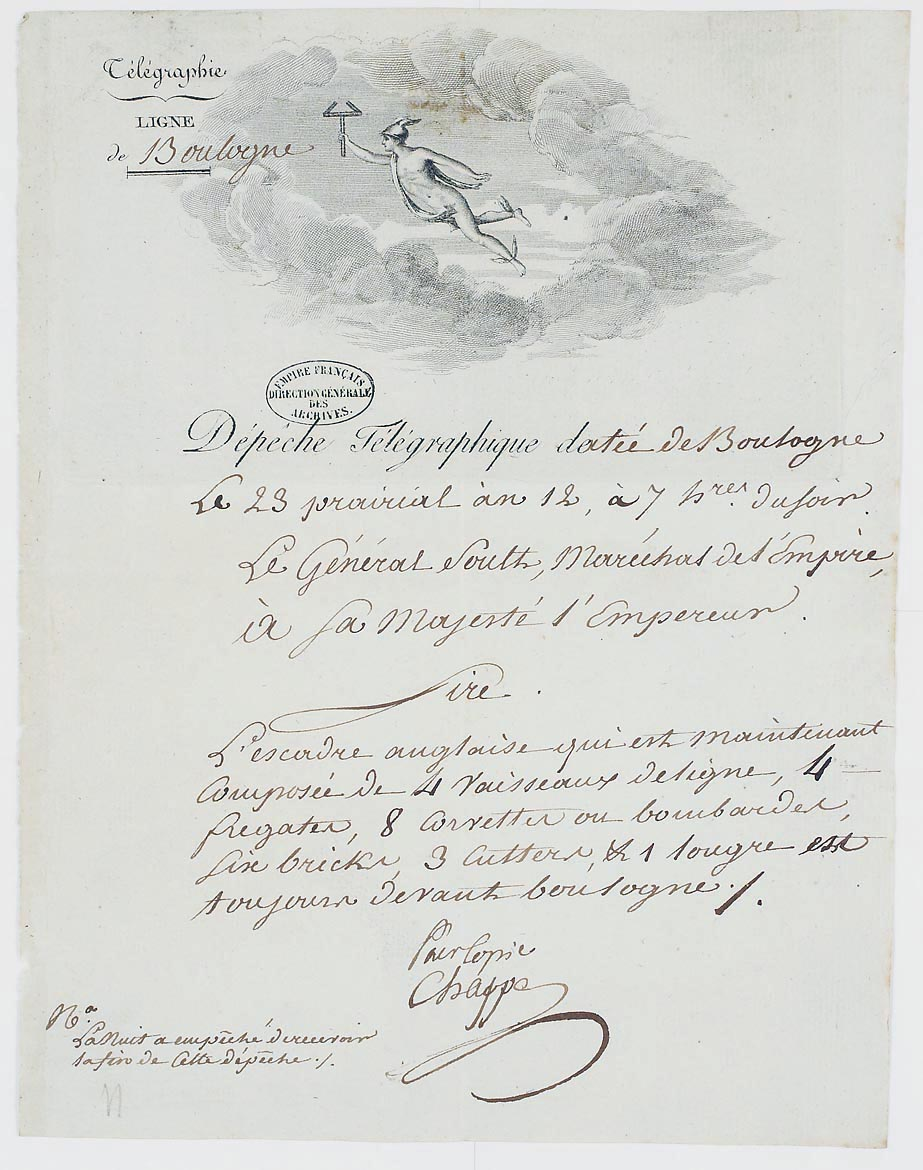
Télégramme du général Soult à Napoléon l’informant que l’escadre anglaise est toujours devant Boulogne, 12 juin 1804. Archives nationales.

## 1804
Après avoir effectué une revue des troupes la veille (son jour anniversaire, qui deviendra la Saint-Napoléon), l'Empereur distribue, le 16 août 1804, pour la première fois à Boulogne les croix de la Légion d'honneur aux soldats de la Grande Armée. Le maréchal Soult annonça à l'empereur « le vœu des soldats » de mettre en place aux frais de la légion une colonne en marbre avec une statue de Napoléon. La première pierre fut posée le 9 novembre 1804.

## 1805

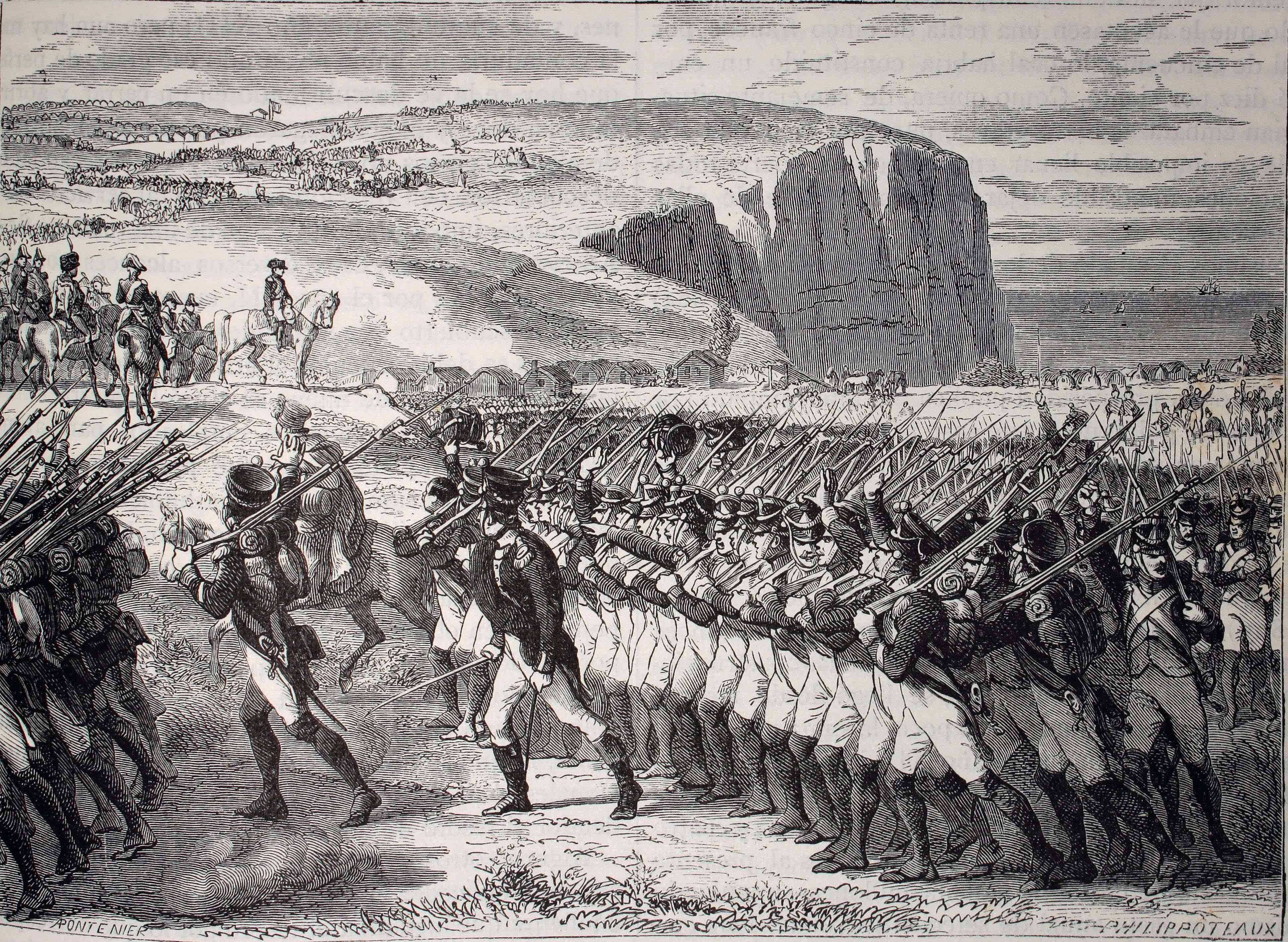
La Grande armée quitte le camp de Boulogne en août 1805 pour s'engager dans la campagne d'Allemagne. Gravure de lHistoire du Consulat et de l'Empire d'Adolphe Thiers, 1879.

Le camp de Boulogne réunit environ 60 000 soldats en 1805, il se divisait en deux grands camps :
- l'un se trouvait sur la rive gauche de la Liane, près d'Outreau,
- l'autre se trouvait dans le secteur du vallon de Terlincthun et du plateau de la tour d'Ordre.

Au sommet de la falaise se trouvaient les baraques de commandement, dont celle de Napoléon, mais le quartier général était situé au château de Pont-de-Briques.
Pour la partie maritime de l'invasion, un plan de débarquement avait été mûri par Latouche-Tréville puis Saint-Haouen. Le camp de Boulogne fut levé au mois d'août 1805 et l'armée dirigée vers l'Allemagne du Sud afin de battre les troupes de la Troisième coalition.

## 1806 - 1812
Dans l’esprit de Napoléon, le camp de Boulogne devait toutefois être une institution permanente, destinée à immobiliser des forces navales britanniques dans la Manche par la menace qu’exercerait une armée rassemblée à Boulogne attendant l’arrivée d’une escadre française pour escorter la flottille de débarquement. Les Anglais devaient ainsi tenir en réserve une escadre pour être préparée pour cette éventualité. L’essentiel des fortifications du port de Boulogne fut ainsi entrepris et achevé après 1805 et avant la fin de l’Empire afin de prévenir un débarquement anglais visant à détruire la flottille.
La flottille fut ainsi remise en activité sur un pied réduit à plusieurs reprises et des troupes concentrées à Boulogne. Selon le plan d’organisation soumis à Napoléon par Decrès en avril 1806, le camp doit accueillir 73 100 soldats.
Ces plans ne sont réalisés que partiellement en raison de la guerre de la Quatrième Coalition. En avril 1811, Napoléon ordonne de nouveau la formation d’un camp à Boulogne, dont les troupes sont commandées par le maréchal Ney. En septembre 1811, le camp rassemble 21 000 hommes alors que la flottille pourrait embarquer 37 000 hommes en janvier 1812.